# Nével
Nével (em russo:  Не́вель; em polonês/polaco:  Newel; em bielorrusso:  Невель) é uma cidade e o centro administrativo do Distrito Névelski do Oblast de Pskov, na Rússia. Notável por ter mudado de mãos numerosas vezes desde o século XVI, como muitas outras cidades da região, Nével está localizada às margens do Lago Nével, a 242 km a sudeste de Pskov, o centro administrativo do oblast. Em 2010, Nével tinha 16.324 habitantes.

## História
República das Duas Nações 1580–1582

 Czarado da Rússia 1582–1617

 República das Duas Nações 1617–1655

 Czarado da Rússia 1655–1678

 República das Duas Nações 1678–1772

 Império Russo 1772–1917

 República Russa 1917

 RSS da Bielorrússia 1919

 RSFS da Rússia 1919–1922

 URSS 1922–1991

 Rússia 1991–present

 Nével foi mencionada pela primeira vez no testamento de Ivan IV, o Terrível, dentre as cidades que haviam sido fundadas durante seu reinado. Entre 1580 e 1772, ela frequentemente mudou de propriedade. Em 1623, a ela foram concedidos direitos pela Lei de Magdeburgo, emitida pelo rei polonês Władysław IV Vasa, isso é, o reconhecimento oficial como cidade. Enquanto parte da Comunidade Polaco-Lituana, ela era parte da voivodia de Połock. Nével finalmente passou para a Rússia durante a Primeira Partição da Polônia, em 1772, quando foi incluída no recém-criado Governorado de Pskov, mapeada, feita sede do Uiezd Neveski do Governorado de Pskov. Em 1777, Nével foi transferida para o Vice-Reino de Polotsk, e quando o vice-reino foi abolido em 1796, Nével foi transferida para a província da Bielorrússia e mais tarde foi incluída no Governorado de Vitebsk a partir de 1802.

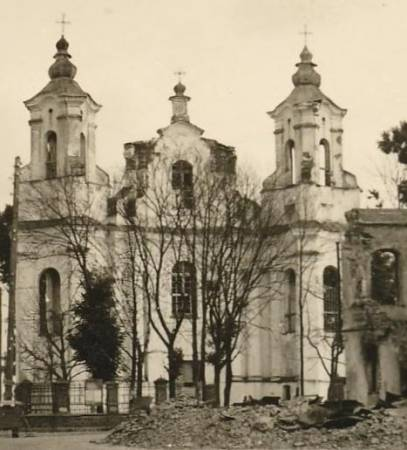
Antiga igreja polonesa de São José.

No início de 1919, Nével foi feita parte da República Socialista Soviética Bielorussa, e mais tarde no mesmo ano a província de Vitebsk foi transferida para a República Socialista Federativa Soviética da Rússia. Em março de 1924, o Governorado de Vitebsk foi abolido, e Nével foi transferida para o Governorado de Pskov.
Em 1 de agosto de 1927, os uiezds e governorados foram abolidos e o distrito de Névelski, com sua capital em Nével, foi estabelecido como uma parte do Okrug Velikiye Luki do Oblast de Leninegrado. Em 3 de junho de 1929, o distrito de Névelski foi transferido para o oeste do oblast. Em 23 de julho   de 1930, os okrugs também foram abolidos e os distritos foram subordinados diretamente aos oblasts. Em 29 de janeiro de 1935 o distrito foi transferido para Oblast de Kalinin, e em 5 de fevereiro do mesmo ano o distrito de Névelski tornou-se uma parte do Okrug Velikiye Luki do Oblast de Kalinin, um dos okrugs nos limites da União Soviética. Em 4 de maio de 1938, o distrito foi subordinado diretamente ao oblast. Entre 16 de julho de 1941 e 6 de outubro de 1943, Nével foi ocupado por tropas alemãs. Em 22 de agosto de 1944, o distrito foi transferido para o recém-estabelecido Oblast Velikiye Luki. Em 2 de outubro de 1957, o oblast de Velikiye Luki foi abolido e o distrito de Névelski foi transferido para o oblast de Pskov.

## Estatuto administrativo e municipal
No âmbito das divisões administrativas russas, Nével serve como o centro administrativo do distrito de Névelski, ao qual está diretamente subordinado. Como uma divisão municipal, a cidade de Nével é parte do distrito municipal Névelski como o estabelecimento urbano de Nével.

## Economia
Nével possui empresas de alimentos, têxtil, calçadistas e madeireiras.

## Transporte

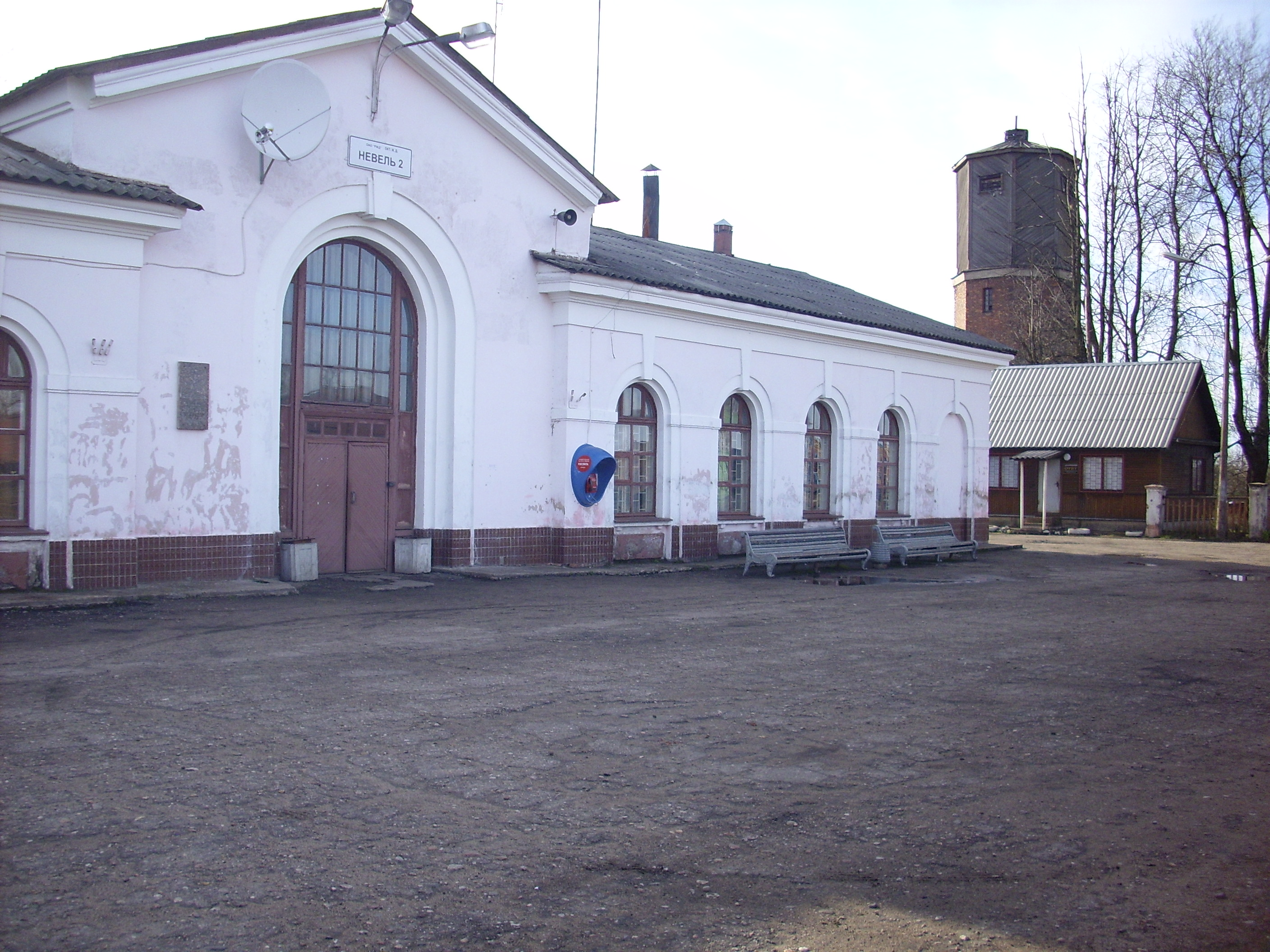
Estação de trem.

Nével está no cruzamento de duas linhas ferroviárias. Um conecta Velikiye Luki com Polotsk, enquanto outro liga São Petersburgo com Vitebsk, via Dno e Novosokolniki. No sul de Nével, ambas as ferrovias adentram a Bielorrússia.
A rodovia M20 conectando São Petersburgo e Kiev passa ao lado de Nével. Outras estradas principais conectam Nével com Velikiye Luki, com Smolensk, com Polotsk e com Verkhniadzvinsk.

## Cultura

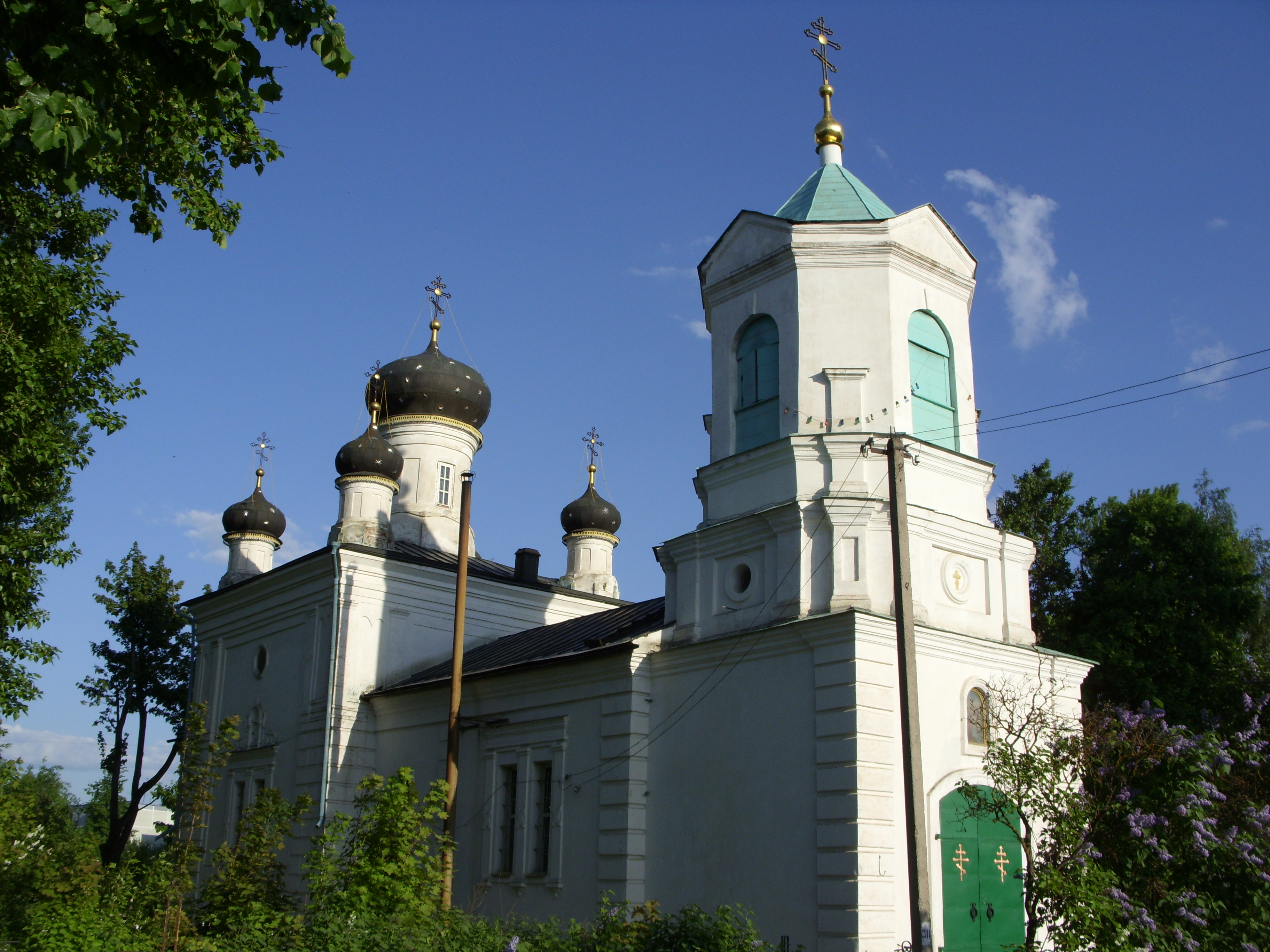
A Igreja da Trindade em Nével

Nével possui três bens classificados como patrimônio cultural e histórico de importância local. Os monumentos são a Igreja da Trindade (construída em 1850), o prédio da escola uiezd e o cemitério militar da Segunda Guerra Mundial.
Nével é lar do Museu de História de Nével, cujo acervo refere-se à história da cidade.

## Pessoas notáveis
- Mikhail Bakhtin (1895-1975) - filósofo russo, crítico literário e semiólogo
- Valentin Voloshinov (1895-1936) - filósofo e linguista russo
- Maria Iudina (1899-1970) - pianista soviética
- Ievgeni Diakonov (1935-2006) - matemático russo
- Filipp Goloshchiokin (1876-1941) - político soviético e revolucionário
- Grigori Voitinski (1893-1953) - político soviético
- Manshuk Mametova (1922-1943) - atiradora cazaque-soviética, primeira mulher asiática soviética a receber a medalha de Herói da União Soviética